# Caravan (album)
Caravan je první studiové album britské rockové skupiny Caravan, vydané v říjnu 1968 u vydavatelství Decca Records a Verve Records. Nahráno bylo koncem léta téhož roku v londýnském studiu Advision Studios a jeho producentem byl Tony Cox.

## Seznam skladeb
| Pořadí | Název                          | Autor                                                           | Délka |
| ------ | ------------------------------ | --------------------------------------------------------------- | ----- |
| 1.     | Place of My Own                | Dave Sinclair, Pye Hastings, Richard Coughlan, Richard Sinclair | 4:00  |
| 2.     | Ride                           | Sinclair, Hastings, Coughlan, Sinclair                          | 3:41  |
| 3.     | Policeman                      | Sinclair, Hastings, Coughlan, Sinclair                          | 2:45  |
| 4.     | Love Song with Flute           | Sinclair, Hastings, Coughlan, Sinclair                          | 4:09  |
| 5.     | Cecil Rons                     | Sinclair, Hastings, Coughlan, Sinclair                          | 4:05  |
| 6.     | Magic Man                      | Sinclair, Hastings, Coughlan, Sinclair                          | 4:01  |
| 7.     | Grandma's Lawn                 | Sinclair, Hastings, Coughlan, Sinclair                          | 3:23  |
| 8.     | Where but for Caravan Would I? | Sinclair, Hastings, Coughlan, Sinclair, Brian Hopper            | 9:01  |

## Obsazení
Caravan
- Pye Hastings – kytara, zpěv, baskytara
- Dave Sinclair – varhany, klavír
- Richard Sinclair – baskytara, zpěv, kytara
- Richard Coughlan – bicí

Ostatní
- Jimmy Hastings – flétna v „Love Song with Flute“